# Suillia huggerti
Suillia huggerti är en tvåvingeart som beskrevs av Woznica 2006. Suillia huggerti ingår i släktet Suillia och familjen myllflugor.
Artens utbredningsområde är Ecuador. Inga underarter finns listade i Catalogue of Life.